# Danielle Brisebois (Volleyballspielerin)
Danielle Brisebois (* 14. August 1994 in Bolton) ist eine kanadische Volleyballspielerin.

## Karriere
Brisebois begann ihre Karriere an der Hill Academy in Vaughan. Von 2012 bis 2017 studierte sie an der University of British Columbia und spielte in der Universitätsmannschaft Thunderbirds. 2016 nahm die vorherige Juniorinnen-Nationalspielerin mit der A-Nationalmannschaft am World Grand Prix teil. Nach ihrem Studium wechselte die Außenangreiferin 2017 zum finnischen Verein LP Kangasala. In der Saison 2018/19 spielte sie in Ungarn bei Fatum Nyíregyháza. Anschließend wechselte sie zum Bundesligisten Schwarz-Weiss Erfurt. In der Saison 2020/21 spielte sie bei den Roten Raben Vilsbiburg.